# ستيفن تشاو
ستيفن تشاو (بالإنجليزية: Stephen Chao) هو شخصية أعمال أمريكي، ولد في 1955 في آن آربر في الولايات المتحدة.